# Scherlenheim
Scherlenheim je občina v departmaju Bas-Rhin francoske regije Alzacija.
Leta 1990 je v občini živelo 108 oseb oz. 47 oseb/km².